# Восточное побережье США

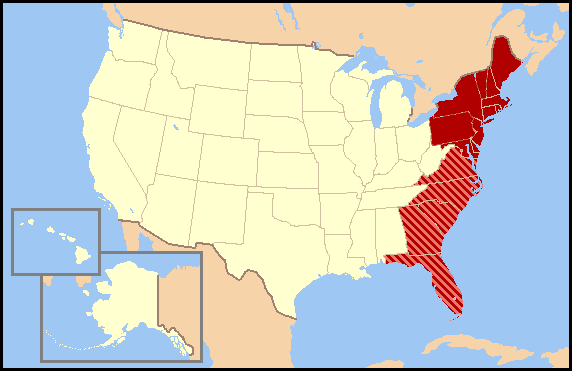
Восточное побережье

Восточное побережье Соединённых Штатов Америки (также Восточное побережье или Восточное взморье; англ. East Coast; англ. Eastern Seaboard или Атлантическое побережье, англ. Atlantic Coast) — историко-географический регион США, охватывающий восточные штаты, имеющие выход к Атлантическому океану, от границы с Канадой на севере до полуострова Флорида на юге включительно, всего 14 штатов. Штаты Западная Вирджиния и Вермонт не граничат с океаном, однако иногда их присоединяют к группе штатов Восточного побережья по причине расположения и исторического прошлого; в этом случае штатов будет 16. Низменности вдоль берегов океана и его многочисленных заливов и эстуариев рек постепенно сужаются при движении на север. С запада регион ограничивают горы Аппалачи.

## История
Данная область, в особенности штат Вирджиния, являются колыбелью американской культуры в её современном англосаксонском понимании.
Чаще всего Восточным побережьем называют северную часть этой области, где возникли первые 13 колоний, которые после войны за независимость от Великобритании добились её в 1783 году. Для уточнения используется термин Северо-восточные штаты США, в составе которых выделяется Новая Англия.
Южная половина этой области, заселённая и освоенная позднее, уже в XIX—XX веках, может причисляться как к Югу США (Флорида) так и к Юго-востоку (Джорджия, Северная Каролина, Южная Каролина). За некоторое время до этого безуспешные попытки колонизовать данную территорию делали Испания (испанская колонизация Америки, Вице-королевство Новая Испания) и Франция (французская колонизация Америки).

## Города
Главные города восточного побережья: Бостон, Портленд, Провиденс, Хартфорд, Нью-Йорк, Ньюарк, Буффало, Олбани, Филадельфия, Балтимор, Вашингтон, Ричмонд, Норфолк, Роли, Шарлотт, Колумбия, Чарлстон, Атланта, Саванна, Джэксонвилл, Орландо, Тампа и Майами. Население этой области, простирающейся от Мэна до Флориды, в 2008 году составляло приблизительно 111 508 688 чел. (около 36 % от общей численности населения страны). Побережье также страдает от тропических ураганов, когда наступает ежегодный сезон атлантических ураганов (1 июня до 30 ноября). Ураганы, такие, например, как Сэнди, могут причинить значительный ущерб.